# غواصة يو-49
يو-49 هي غواصة تابعة للإمبراطورية الألمانية خدمت مع 329 غواصة في البحرية الإمبراطورية الألمانية أثناء الحرب العالمية الأولى. شاركت في الحرب البحرية في الحرب العالمية الأولى خلال معركة الأطلسي الأولى. تم طلبها في 4 أغسطس 1914 وتم وضعها تحت أمرة الأسطول الثالث في 7 أغسطس 1916.